# Dnepr-Bug-Kanal
Der Dnepr-Bug-Kanal (belarussisch Дняпроўска-Бугскі канал Dnjaproŭska-Buhski Kanal) verbindet die beiden belarussischen Flüsse Muchawez (ein Nebenfluss des Westlichen Bug) und Pina (Nebenfluss des Prypjat) miteinander und hat eine Länge von etwa 58 Kilometern.

## Lage

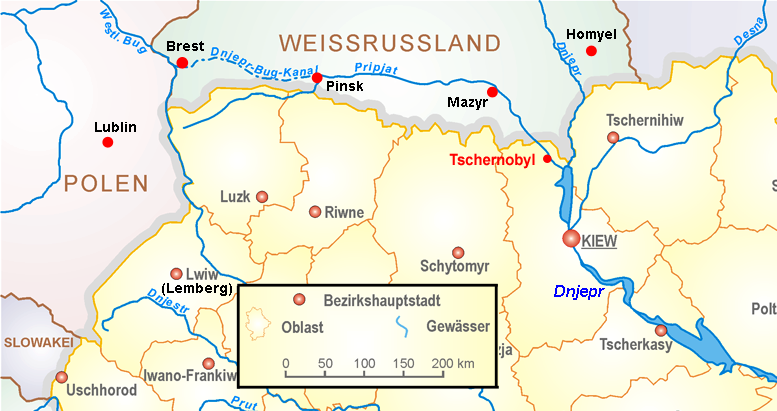
Lage des Kanals

Zu den 58 Kilometern des Kanals kommen weitere 74 km der kanalisierten Pina und 64 km der kanalisierten Muchawez, sodass die Gesamtlänge der Wasserstraße vom Bug zum Prypjat 196 km beträgt. Der Kanal stellt eine Wasserverbindung von der Ostsee zum Schwarzen Meer her und überwindet die europäische Hauptwasserscheide; Schiffsverkehr zwischen diesen Meeren wird jedoch durch die mangelnde Schiffbarkeit des Bug nahe Brest verhindert.
Der Kanal hat zehn Schleusen. Die wichtigste Stadt am Kanal ist Kobryn.

## Geschichte
Der Kanal wurde auf Geheiß des polnischen Königs Stanislaus II. August um 1775 angelegt und Kanał Królewski (Königskanal) genannt. Ab 1837 wurde der Kanal erweitert und zwischen 1846 und 1848 fertiggestellt. Kriegsbedingte Zerstörungen im Zweiten Weltkrieg wurden wieder saniert.
Im Rahmen des Rats für gegenseitige Wirtschaftshilfe (RGW) wurde Eisenerz aus Kriwoj Rog über den Kanal nach Brest transportiert, von wo aus es über den Schienenweg der metallurgischen Industrie der DDR (Eisenhüttenstadt) geliefert wurde. Nach der deutschen Wiedervereinigung haben sich diese Transporte erheblich vermindert (von 7 Mio. t 1991 auf 0,42 Mio. t 2004).

## Navigation
Heute ist die Binnenschifffahrt auf dem Dnepr-Bug-Kanal durch ein Wehr auf dem Bug nahe der Grenzstadt Brest unterbrochen. Dadurch ist der Kanalabschnitt im Flusslauf des Muchawez in recht vernachlässigtem Zustand. Einige der Schleusen sind versandet, auch der Binnenhafen Brest kann nur von Osten aus erreicht werden.
Zuletzt wurden Versuche unternommen, den Kanal als international bedeutsame Binnenwasserstraße der Klasse IV zu definieren. 2003 verabschiedete die belarussische Regierung ein Binnen- und Seeschiffahrtsentwicklungsprogramm, um den Dnepr-Bug-Kanal zu sanieren. Insbesondere die Schleusen wären dann entsprechend der Klasse-IV-Standards zu erneuern.
Die Regierung von Belarus (siehe Weblink) berichtete über die Renovierung von vier Schleusendämmen und einer Schleuse, was die Durchfahrt von Schiffen bis zu 110 m Länge, 12 m Breite und 2,2 m Tiefgang erlaube. Eine Weiterführung der Rekonstruktion in den nächsten Jahren wird erwartet.

## Wasserstraße E40
Der Verlauf der geplanten internationalen Wasserstraße E40 von der Ostsee zum Schwarzen Meer entspricht grundsätzlich dem 1848 angelegten Kanal sowie den kanalisierten Abschnitten von Muchawez (Bug) und Prypjat und stellt in den meisten Abschnitten einen Ausbau des bestehenden Kanals dar. Hierbei sollen Weichsel und Dnepr verbunden werden, wobei besonderes Augenmerk auf den Abschnitt gelegt wird, der die Weichsel mit der Muchawez (Fluss) verbindet.
Da die Wasserstraße durch die Sperrzone von Tschernobyl verlaufen würde, könnten beim Ausbaggern der Flüsse Prypjat und Dnepr radioaktiv kontaminierte Sedimente erneut aufgewühlt werden, wodurch Millionen Menschen potenziell einem erhöhten Strahlenrisiko ausgesetzt wären.